# Chaitra
Chaitra (devanagari: चैत्र Chaitra, Gujarati: ચૈત્ર chaitra, Rajastán Idioma: चेत chet, bengalí: চৈত্র, Choitro), asamés: চ'ত kannada "ಚೈತ್ರ", "Chaitra", Telugu: చైత్రము chaitramu Tamil: சித்திரை Chithirai, malayalam: ചൈത്രം Chaitram) es un mes del calendario hindú.

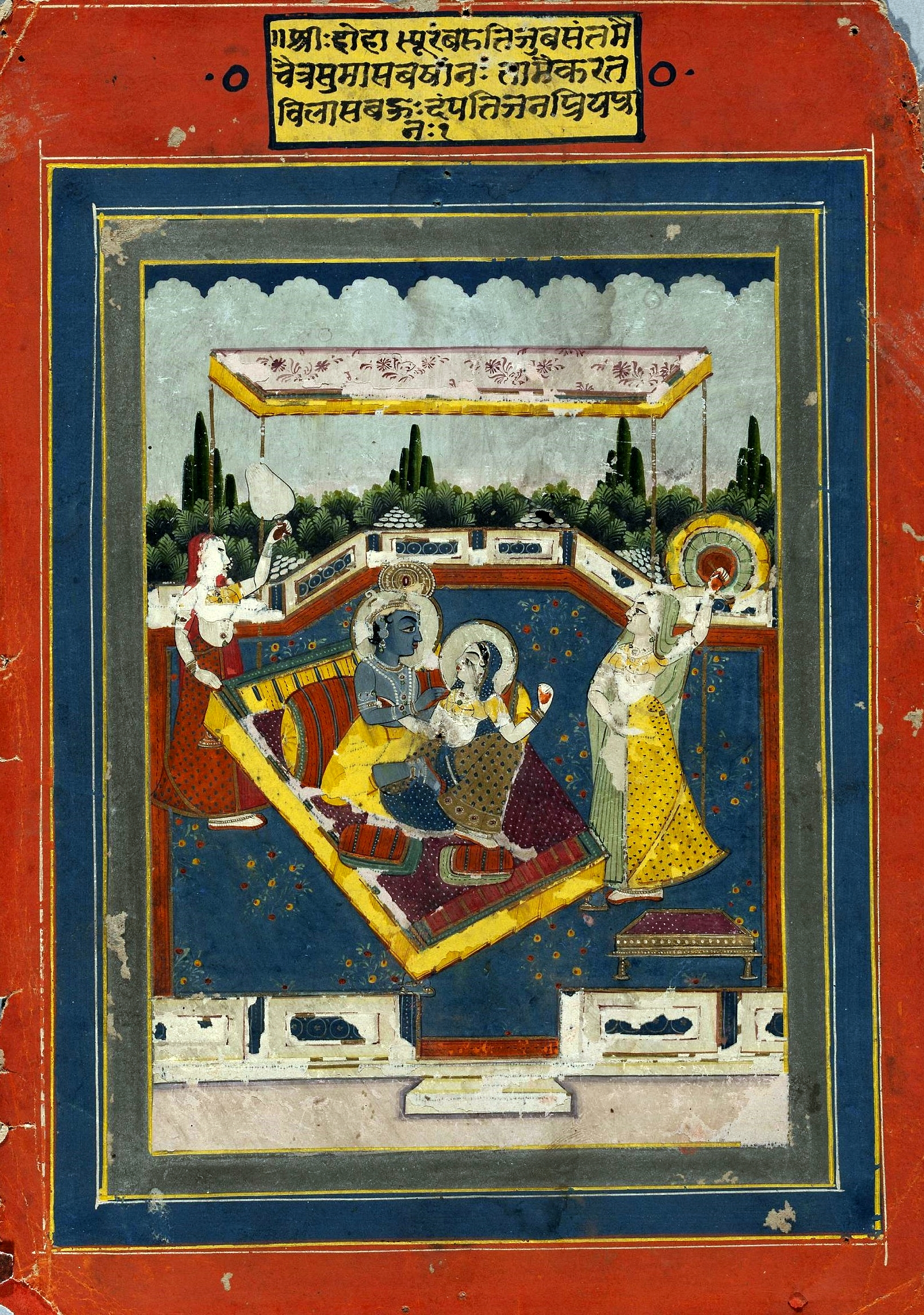
Chaitra month, miniatura Jaipur en el National Museum en Varsovia.

En el calendario hindú estándar y en el calendario civil nacional de la India, Chaitra es el primer mes del año. Es el último mes en el calendario bengalí, donde se le llama Choitro. Chaitra o Chait es también el último mes en el calendario nepalí (el Vikram Samvat), donde comienza a mediados de marzo. Chithirai es el primer mes en el calendario tamil. En el calendario Vaisnava, Vishnu gobierna este mes.
Para el cómputo más tradicional, el primer mes comienza en marzo o abril del calendario gregoriano, dependiendo de si el Purushottam Maas (mes adicional para la alineación del calendario lunar o solar) se observó en el año. No hay una fecha fija en el calendario gregoriano para la primera jornada de Chaitra, es decir, el comienzo del nuevo año hindú.

## Festivales
El mes de Chaitra también está asociado con la llegada de la primavera, Holi, el festival de primavera de color, se celebra en la víspera de Chaitra (es decir, el último día de Phalgun). Exactamente seis días después de que el festival de Chaiti se celebre.
En los calendarios religiosos lunares, Chaitra comienza con la luna nueva en marzo / abril y es el primer mes del año. El primero de Chaitra se celebra como el Día de Año Nuevo, conocido como Gudi Padwa en Maharashtra, Chaitrai Vishu o Puthandu en Tamil Nadu y Ugadi en Karnataka y Andhra Pradesh.
Otras fiestas importantes del mes son; Chaitra Navratri, Ram Navami - el aniversario del nacimiento de Ram celebra el noveno día de Chaitra-, y Hanuman Jayanti que cae en el último día (Purnima) de Chaitra.
Chaitra se considera que es un mes muy propicio, en el que se inició la creación del universo.
De acuerdo con la Sloka chaturvarga Chintamani, el dios Bramha creó el universo en el primer día de Shukla paksha (primera quincena / primera mitad del mes) en el mes de Chaitra. También creó gradualmente los planetas, las estrellas, ruthu (estaciones) y los años.
En este mes, los quince días en Shukla paksha se dedican a quince deidades. Cada día del mes está dedicado a un dios diferente:
| Shukla Paksha  | Krishna Paksha |
| -------------- | -------------- |
| 1. Prathama    | 1. Prathama    |
| 2. Dwitiya     | 2. Dwitiya     |
| 3. Tritiya     | 3. Tritiya     |
| 4. Chaturthi   | 4. Chaturthi   |
| 5. Panchami    | 5. Panchami    |
| 6. Shashti     | 6. Shashti     |
| 7. Saptami     | 7. Saptami     |
| 8. Ashtami     | 8. Ashtami     |
| 9. Navami      | 9. Navami      |
| 10.Dashami     | 10.Dashami     |
| 11.Ekadashi    | 11.Ekadashi    |
| 12.Dwadashi    | 12.Dwadashi    |
| 13.Thrayodashi | 13.Thrayodashi |
| 14.Chaturdashi | 14.Chaturdashi |
| 15.Purnima     | 15. Amavasya   |